# رجاء أمين
رجاء أمين (1952 -) هي ممثلة مصرية.

## حياتها ونشأتها
ولدت بالقاهرة سنة 1952، تزوجت من عميد بالقوات المسلحة سميح شفيق كريم حتي وفاته سنة 2014.

## مسيرتها
بدأت مشوارها الفني في بداية السبعينيات من القرن العشرين، واشتهرت بأداء الادوار المساعدة، عرفها الجمهور من خلال شخصية جمالات في مسرحية المتزوجون.
.

## أعمالها[5]
حدف بحر
2009 - مسلسل
ألوان السما السبعة
2007 - فيلم
ام أحمد
غريب الدار
2007 - مسلسل
قضية رأي عام
2007 - مسلسل
والدة الدكتورة حنان
والحب أقوى
2006 - مسلسل
المرسى والبحار
2005 - مسلسل
نجية
أنا وهؤلاء
2005 - مسلسل
أم نوال
بخور عصفور
2005 - سهرة تليفزيونية
الحب والعنف
2004 - مسلسل
اختطاف
2003 - مسلسل
أمانة يا ليل
2003 - مسلسل
تعالى نحلم ببكره
2003 - مسلسل
ديل السمكة
2003 - فيلم
والدة أحمد المرسي
قمر سبتمبر
2003 - مسلسل
أميرة في عابدين
2002 - مسلسل
قاسم أمين
2002 - مسلسل
أم حسن
إحنا نروح القسم
2001 - مسلسل
النساء قادمون
2001 - مسلسل
أم هايدي
بنات أفكاري
2001 - مسلسل
شجر الأحلام / ثمار الوهم
2001 - مسلسل
السفينة والربان
2000 - مسلسل
أمشير
2000 - مسلسل
زوجة توابتي
أوبرا عايدة
2000 - مسلسل
محاسن
زيزينيا ج2: الليل والفنار
2000 - مسلسل
نبيهة
لما التعلب فات
1999 - مسلسل
أسمهان أم خيري
المسداوية
1998 - مسلسل
جريمة في قصر العدالة
1998 - سهرة تليفزيونية
جوازة طلياني
1998 - مسرحية
روزاليا
نحن لا نزرع الشوك
1998 - مسلسل
عزيزة
يوميات ونيس ج5
1998 - مسلسل
بيسه
الدوغري ٩٠
1997 - مسلسل
زيزينيا ج1: الولي والخواجة
1997 - مسلسل
نبيهة
ساكن قصادي ج2
1996 - مسلسل
عدل الأيام
1996 - مسلسل
أخويا هايص وأنا لايص
1992 - مسرحية
ليالي الحلمية ج4
1992 - مسلسل
أم رمضان
اللعب مع الشياطين
1991 - فيلم
أم إيمان
حفنة من رجال
1990 - مسلسل
مرجانة
شموع السعادة
1990 - سهرة تليفزيونية
يوميات مدينة على النيل
1990 - مسلسل
المحطة الأخيرة
1989 - مسلسل
أنا وأنت والزمن طويل
1989 - مسلسل
صاحب العمارة
1988 - فيلم
صاحبة البانسيون
صائد الأحلام
1988 - فيلم
لو يعود الزمان
1988 - مسلسل
نجية
أولاد الشوارع
1987 - مسرحية
دولت فهمي التي لم يعرفها أحد
1987 - سهرة تليفزيونية
رحلة في نفوس البشر
1987 - مسلسل
نازك هانم
عشماوي
1987 - فيلم
محاكمة علي بابا
1987 - فيلم
الخديعة
1986 - مسلسل
المغماطيس
1986 - مسلسل
المنعطف
1986 - مسلسل
بلاغ للنائب العام: قصة حب
1986 - مسلسل
زمردة
حواديت كل يوم
1986 - مسلسل
الفول صديقي
1985 - فيلم
صعود بلا نهاية
1985 - سهرة تليفزيونية
سهام - أم شروق
إحنا بتوع الإسعاف
1984 - فيلم
جواز مع الاشتراك في الارباح
1984 - مسرحية
غداَ تتفتح الزهور
1984 - مسلسل
ليلة حاولت أنساها
1984 - مسرحية
الشاويش فاطمة
مراتي حنان
1984 - مسرحية
الامتحان
1983 - مسلسل
شاطئ الحظ
1983 - فيلم
عصر الحب
1983 - مسلسل
فطوطة: الأفلام
1983 - مسلسل - فوازير
نهاية رجل تزوج
1983 - فيلم
وعادت الأيام
1983 - مسلسل
حسن بيه الغلبان
1982 - فيلم
فايزة - شقيقة حسن
عاشت مرتين
1982 - مسلسل
نجية
ولاد حارتنا
1982 - مسلسل
٤-٢-٤
1981 - فيلم
من أجل ولدي
1981 - مسلسل
أهلاً يا دكتور
1980 - مسرحية
بطل الدوري
1980 - مسلسل
عيلة الدوغري
1980 - مسلسل
كبرياء الحب
1980 - مسلسل
الخادمة
الليلة الموعودة
1978 - مسلسل
الدنيا لما تلف
1977 - مسلسل
نزهة النفوس
حكاية عريس وعروسة
1977 - مسلسل
زنوبة
المتزوجون
1976 - مسرحية
جملات
بمبة كشر
1974 - فيلم
حكايتي مع الزمان
1974 - فيلم
الدادة
مدينة الصمت
1973 - فيلم
الحائرة
1972 - مسلسل
عودة ريا وسكينة
1972 - مسلسل - اذاعي
الفراشة
1971 - مسلسل
سيداتي آنساتي
1970 - مسلسل
احترس من زوجتي
0 - مسرحية
الأستاذ حاشر نفسه
0 - مسلسل - اذاعي
الانسان والامل
0 - سهرة تليفزيونية
الثمن
0 - مسلسل
الحب الاول
0 - مسلسل - اذاعي
الحب بالعقل
0 - مسرحية
الخطة رقم 13
0 - مسلسل - اذاعي
صباح
الضباب
0 - مسلسل - اذاعي
المال والحب والشيطان
0 - مسلسل - اذاعي
المديرة والبوسطجي
0 - مسرحية
المغماطيس
0 - مسرحية
المهاجرون
0 - مسلسل
خصوصي جدا
0 - مسرحية
خفايا البيوت (البيوت أسرار)
0 - مسلسل
رحلة عمر
0 - مسلسل - اذاعي
فى دور ((آمال))
رحلة في عالم مجنون
0 - مسلسل
رمضان عريس
0 - مسلسل - اذاعي
سحابة من الماضي
0 - مسلسل
شهيد اسمه موشيه
0 - مسلسل - اذاعي
عاشق الربابة
0 - سهرة تليفزيونية
عطش القلوب
0 - مسلسل
عندما تبكي الشموع
0 - مسلسل - اذاعي
غداً يزورنا القمر
0 - مسلسل - اذاعي
فى إنتظار مغاوري
0 - مسرحية
ملحمة الحرافيش: شهد الملكة
0 - مسلسل - اذاعي
وابتسمت الدموع
0 - مسلسل - اذاعي
آمال
وبقيت الذكريات
0 - فيلم